# Крестовый (Северные шхеры)
Кресто́вый (Ристисаари, фин. Ristisaari — «крестовый остров») — остров в Ладожском озере, относится к северным Ладожским шхерам. Расположен в западу от полуострова Хуунукка, от которого отделён узким проливом. Административно относится к Питкярантскому району Карелии. Размеры острова — 0,78 x 1,2 км. Остров находится на полпути между Сортавалой и Питкярантой.
Название острова по всей видимости связано с тем, что здесь жили православные монахи, облюбовавшие Ладогу в средние века. Вообще островов и островков с таким названием на Ладоге наберётся около десятка.
В северной части острова, в почти закрытой бухте — небольшой пляжик, который годится для стоянки небольшой группой. С юга — две стоянки не в таких комфортных условиях, зато с красивым видом на озеро. Берега и подходы в валунах. Внутри остров диковат, но проходим. Местами болотца. В лесу — рыбачьи избушки, отчасти забытые. Встречались зайцы, лиса и лось. Много грибов и ягод.